# Barry Maguire (Fußballspieler, 1998)
Barry Maguire (* 27. April 1998 in Bellshill) ist ein schottischer Fußballspieler, der bei Hamilton Academical unter Vertrag steht.

## Karriere
Barry Maguire spielte bis zum Jahr 2018 in den Jugendmannschaften des FC Motherwell. Am 7. April 2018 gab er sein Profidebüt in der Scottish Premiership gegen den FC St. Johnstone, als er in der Startelf stand und später ausgewechselt wurde. Bis zum Ende der Saison folgten zwei weitere Einsätze über 90 Minuten.